# Kayseri
Kayseri es una ciudad turca, capital de la provincia homónima. Se encuentra situada en el centro de Anatolia, en la región de Capadocia. La ciudad de Kayseri está compuesta, conforme a los límites definidos por la Municipalidad Metropolitana de Kayseri, por cinco distritos: Kocasinan, Melikgazi, Hacılar, İncesu y Talas.  Estos últimos tres distritos se incluyeron en la municipalidad en 2004, incrementando la población desde 536.392 habitantes en 2000 hasta una población estimada de 696.833 habitantes en el 2007.
En la época romana su nombre fue Cesarea de Capadocia (Caesarea Cappadocia), también conocida como Cesarea Mazaca.

## Deporte
La ciudad tiene dos equipos profesionales de fútbol en la Superliga de Turquía: el Kayserispor, el único club turco ganador de la Copa Intertoto de la UEFA en 2007. El otro equipo es el Kayseri Erciyesspor. Existe igualmente el complejo de esquí de Erciyes.
El Estadio de Kadir Has de nueva generación es parte del Complejo Deportivo de Atatürk, localizado a las afueras de la ciudad. Puede acoger a 33 000 personas y es la sede de los dos clubes de fútbol. El complejo y el estadio están unidos por el Kayseray. Completado a inicios de 2009, la inauguración del estadio fue hecha con un partido entre el Kayserispor y el Fenerbahçe. El estadio Kadir Has fue uno de los 8 estadios sede de la Copa Mundial de Fútbol Sub-20 de 2013, y fue la sede del partido inaugural Cuba-Corea del Sur.

## Transporte

### Transporte urbano
La ciudad se sirve de un moderno metro ligero, el Kayseray, inaugurado en 2009. El Aeropuerto Internacional de Erkilet (ASR) se encuentra muy cerca del centro de la ciudad. Hay varios vuelos diarios desde y hacia Estambul. Con el crecimiento de la industria aérea en el país se esperan nuevos destinos. Está conectada con el resto de ciudades a través de trenes de alta velocidad. Al este hay dos líneas, una a Kars - (Doğukapi) en la frontera armenia y a otra a Tatvan del lado occidental del lago de Van. La ciudad está localizada en la Turquía central y el transporte por bus y auto es eficiente. La ciudad se encuentra a 3 horas de Ankara, 3 horas del Mediterráneo y a 45 minutos de Capadocia. El símbolo de la ciudad, el monte Erciyes, y la estación de esquí se hallan a solo 30 minutos. La ciudad también está conectada por autobuses.

## Ciudades hermanadas
- Shusha (Azerbaiyàn)[2]